# Богуміл Кубат
Богуміл Кубат (чеськ. Bohumil Kubát; нар. 14 лютого 1935, Чеська-Тршебова, Перша Чехословацька Республіка — 12 травня 2016, Хомутов, Устецький край, Чехія) — чехословацький борець греко-римського стилю, бронзовий призер Олімпійських ігор.

## Життєпис
Початкову школу відвідував у рідному місті. В одинадцять років він разом з батьками переїхав до Хомутова, де його батько влаштувався на роботу на чеську залізницю. Богуміл Кубат навчався на ливарника і працював у Полдовці на заводі Я. Фучика. Основну військову службу пройшов у Словаччині в секції боротьби армійської «Дукли» з Кошиць. Потім працював на Хомутовському трубопрокатному заводі. Після завершення спортивної кар'єри він працював на цьому підприємстві до пенсії.
Ще в дитинстві він захоплювався спортом. Боротьбою почав займатися в п'ятнадцять років. Під керівництвом тренера Вацлава Айзенгаммера він регулярно тренувався в Хомутовському спортивному клубі. Незабаром став виступати в юнацькій лізі. Став чемпіоном Чехословаччини серед юніорів. Після цього він став восьмиразовим чемпіоном Чехословаччини серед чоловіків у греко-римської боротьби. Також він шість разів здобував титул чемпіона Чехословаччини у вільній боротьбі. Він п'ять разів представляв країну на чемпіонатах світу та тричі на чемпіонатах Європи. Богуміл Кубат брав участь в Олімпійських іграх 1960 та 1964 років у греко-римській боротьбі. У 1960 році він виграв бронзову медаль у важкій вазі, а в 1964 році, посівши четверте місце, залишився без медалі. Він залишив активні виступи борця у віці сорока років. Працював тренером борцівського клубу «АСК ВАЛЗАП Хомутов». Також був рефері в Чеській асоціації боротьби.

## Спортивні результати на міжнародних змаганнях

### Виступи на Олімпіадах
| Змагання                    | Збірна         | Вагова категорія                    | Місце  |
| --------------------------- | -------------- | ----------------------------------- | ------ |
| Літні Олімпійські ігри 1960 | Чехословаччина | греко-римська боротьба, понад 87 кг | Бронза |
| Літні Олімпійські ігри 1964 | Чехословаччина | вільна боротьба, понад 97 кг        | 4      |

### Виступи на Чемпіонатах світу
| Змагання                        | Збірна         | Вагова категорія                    | Місце |
| ------------------------------- | -------------- | ----------------------------------- | ----- |
| Чемпіонат світу з боротьби 1961 | Чехословаччина | греко-римська боротьба, понад 87 кг | 4     |
| Чемпіонат світу з боротьби 1963 | Чехословаччина | вільна боротьба, понад 97 кг        | 5     |
| Чемпіонат світу з боротьби 1965 | Чехословаччина | вільна боротьба, понад 97 кг        | 5     |

### Виступи на Чемпіонатах Європи
| Змагання                         | Збірна         | Вагова категорія             | Місце |
| -------------------------------- | -------------- | ---------------------------- | ----- |
| Чемпіонат Європи з боротьби 1966 | Чехословаччина | вільна боротьба, понад 97 кг | 4     |
| Чемпіонат Європи з боротьби 1967 | Чехословаччина | вільна боротьба, понад 97 кг | 5     |